# Wolff, police criminelle
Wolff, police criminelle (Wolffs Revier, puis Wolff, kampf im Revier) est une série télévisée allemande en 174 épisodes de 50 minutes, créée par Karl Heinz Willschrei et diffusée entre le 17 septembre 1992 et le 24 mai 2006 sur le réseau Sat.1. Un téléfilm diffusé le 17 janvier 2012 allait relancer la série, mais aucune suite n'a eu lieu, faute d'audience.
En France, la série a été diffusée à partir du 31 mai 1995 sur Jimmy et sur RTL9 et en Belgique sur RTL-TVI.

## Synopsis
Cette série met en scène les enquêtes policières du Commissaire principal Andreas Wolff à Berlin.
Il a été laissé pour mort dans le dernier épisode en 2006, mais on appris en réalité qu'à la suite de ses blessures, il resta un long moment dans le coma.

## Distribution
- Jürgen Heinrich (VF : Michel Le Royer) : Commissaire principal Andreas Wolff
- Nadine Seiffert (de) (VF : Delphine Braillon) : Verena Wolff
- Klaus Pönitz (de) : Commissaire Günther Sawatzki (1993-1999)
- Steven Merting (de) : Commissaire Thomas « Tom » Borkmann (1999-2006)
- Gerd Wameling (de) (VF : Serge Bourrier) : Maître Peter Fried (1993-1999 / 2006)
- Stephan Luca : Commissaire Marck (2012)